# Monika Dumon
Monika Dumon (Mortsel, 13 maart 1959) is een Vlaamse actrice.
Monika Dumon is in het theater al actief geweest bij de theatergezelschappen theater Malpertuis (onder andere met "Uit liefde voor Marie Salat" in regie van Warre Borgmans, "De kikvorskoning", "De pikvorskoning KNT"en "Prinsessen in de bossen (as you like it)" alle in regie van Sam Bogaerts en "Nieuwe meubelen of Botwond Boogie" in regie van Tania Van der Sanden) en met Spelersgroep Ernst/Serieus (onder andere met "Een ideale echtgenoot", Harold Pinter's "De Collectie" en Witold Gombrowicz's "Yvonne").
Haar bekendste televisierollen zijn die van Agnes Moelaert in Familie, die van Jeannine Somers in Spoed en die van Linda in Ella.

## Carrière
- Trouble in Paradise (1989) - als Claire
- Alfa Papa Tango (1991) - als Anouck
- Commissaris Roos (1992) - als Anke
- Het glas van roem en dood (1992)
- Made in Vlaanderen: Willems & Co (1992) - als Eva Leibnitz
- Samson & Gert (1993) - als kandidaat-koper
- Copy Copy (1993)
- Het Park (1993-1995) - als Illona Szondi
- Niet voor publikatie (1994) - als advocate van Isabel
- Max (1994) - als klant in GB
- Wittekerke (1996-1997) - als Bea Tollenaere
- Heterdaad (1996-1997) - als Greet Mertens
- Home Movie (1997)
- F.C. De Kampioenen (1998) - als vrouw
- Goede tijden, slechte tijden (1998) - als Eva Veldman
- Deman (1998) - als Suzanne Van Lancker
- Hof van Assisen (1998) - als Angeline Vanden Broucke
- Spoed (2000-2001) - als Jeannine Somers
- Thuis (2002-2006) - als Lilly Somers
- Spring (2003) - als Lies
- Witse (2004) - als Heleen Vansina
- Kinderen van Dewindt (2005) - als Lydia
- De Kotmadam (2005) - als kandidaat-koopster van huis
- Man zkt vrouw (2007) - als Erna
- Vermist (2007) - als mevrouw Van Hecke
- 16+ (2007-2008) - als Micha
- Flikken (2008) - als Yolande D'Hoker
- Vermist I (2008) - als mevrouw Van Hecke
- LouisLouise (2009) - als Suzanne De Roover
- Aspe (2009) - als Tamara Peeters
- Ella (2010-2011) - als Linda Schoefs
- Danni Lowinski (2012-2013) - als rechter Roeland
- Wolven (2013) - als lerares
- Aspe (2013) - als schooldirectrice
- Binnenstebuiten (2013) - als Suzanne
- Familie (2013-2016) - als Agnes Moelaert
- De zonen van Van As (2014) - als apothekeres
- Vermist V (2014) - als mevrouw Van Rie
- Professor T. (2015) - als Viviane Deneuter
- Over water (2018) - als cafébazin Carine
- De regel van 3S (2018-2019) - als Claudine Bellemans
- Chantal (2024) - als Sophie Ducquenne